# 白山國立公園
白山國立公園（日语：／），是位在日本富山縣、石川縣、福井縣、岐阜縣的國立公園。
白山國立公园的总面积为477平方千米，公园主要位于白山。

## 概要

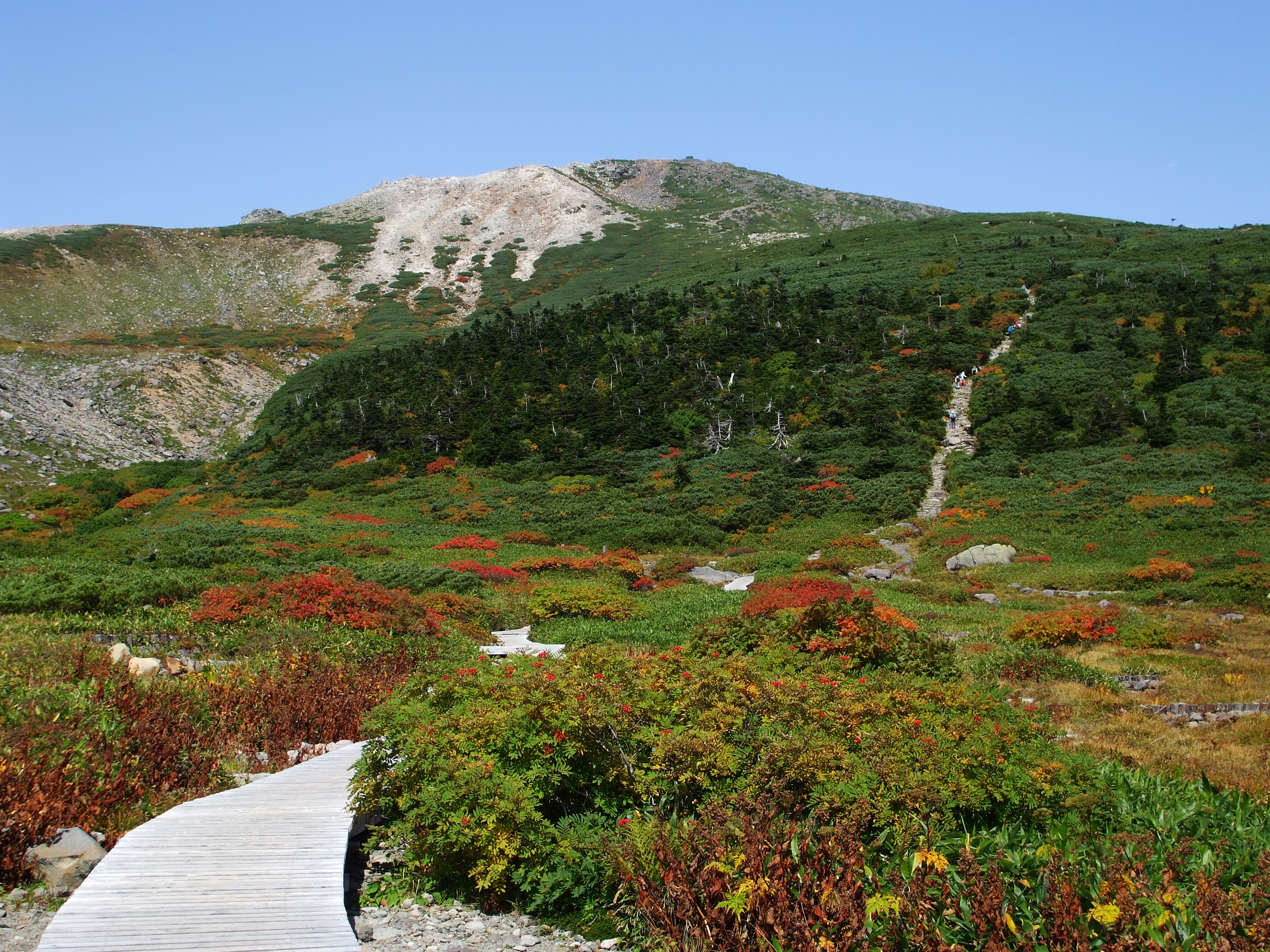
從位於偃松帶的彌陀原眺望白山，周邊登山道有鋪設木道以保護高山植物。

1955年7月1日成立白山國定公園。1962年11月12日升格為國立公園。指定面積47,700公頃，其中約66%是國有地，約37%是特別保護地區。
公園內主要是以白山最高峰、標高2,702公尺的御前峰（ごぜんがみね）為中心的東西約20公里、南北40 km的兩白山地。
白山由泰澄於717年（養老元年）開山，832年（天長9年）開闢越前、加賀、美濃三方的登拜道（禪定道）。
三條禪定道的起點分別為平泉寺白山神社、白山比咩神社、長瀧白山神社。白山山頂在718年（養老2年）興建白山比咩神社奧宮。
白山作為古老的信仰靈山，與立山、富士山合稱日本三名山。現在禪定道有一部分轉用為登山道。

## 年表
- 1955年7月1日 - 被指定為白山國定公園。
- 1962年11月12日 - 昇格為國立公園，改稱白山國立公園。

## 自然
公園周邊是日本海側的豪雪地帶，白山市與白川村現為《豪雪地帶對策特別措置法》指定的特別豪雪地帶。
區域外周邊有多座滑雪場。山腰是保留完整的山毛櫸林。室堂往上是森林限界的偃松帶。
活火山白山的山頂部有翠池（みどりがいけ）、紺屋池（こんやがいけ）等七個火口湖。
室堂周邊等處由於融雪可見許多高山植物開花，因此白山有高山植物的寶庫之稱，同時入選為『花之百名山』之一。

### 天然紀念物
- 石徹白大杉（日语：石徹白の大杉） - 美濃禪定道的國家特別天然紀念物。是樹齡超過1,800年的杉木。
- 岩間的噴泉塔群（日语：噴泉塔） - 岩間溫泉（日语：岩間温泉 (石川県)）上游的噴泉塔群

### 動植物

#### 動物
公園內的山腰地帶是山毛櫸等大片天然林，有許多野生動物棲息。2009年6月2日曾發現一隻在園內滅絕的岩雷鳥，推論是從北阿爾卑斯飛來。
- 金雕
- 亞洲黑熊
- 日本髭羚 - 1955年指定為國家特別天然紀念物的日本特有種。

#### 植物
公園內多數植物已指定為國立公園特別地域內指定植物。
- 黑百合 - 石川縣鄉土之花，是日本著名的生長地[9]。
- 日本山毛櫸
- 北萱草
- 加拿大草茱萸（御前橘） - 和名來自於白山的御前峰。
- 白山小櫻（日语：ハクサンコザクラ） - 由於是古老的信仰靈山，登拜活動興盛，有20種以上的高山植物和名以「ハクサン」（白山）命名。

### 火山
白山是活火山，氣象廳定期監視與觀測火山活動。

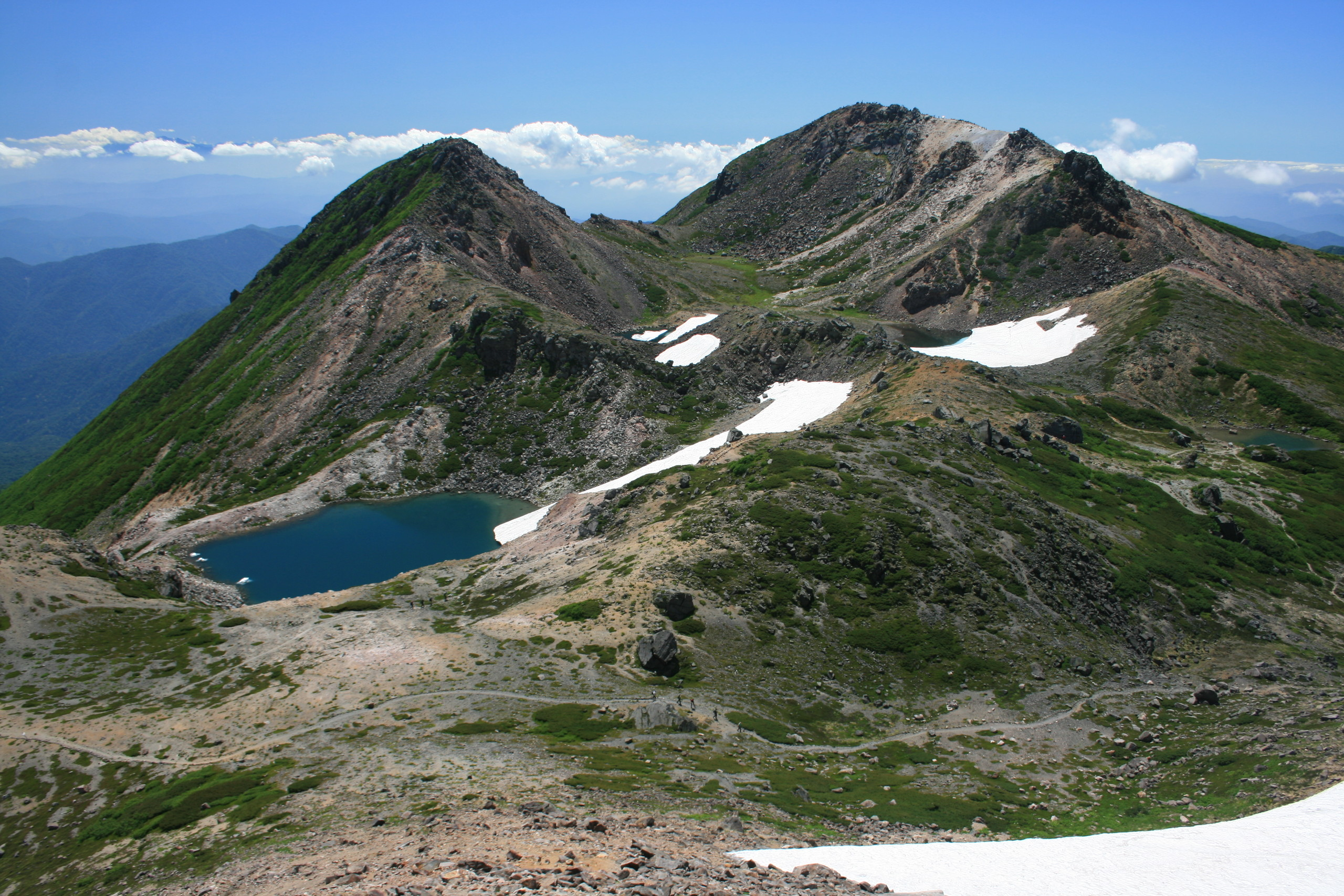
白山山頂部火口湖翠池（みどりがいけ）

2011年10月現在的噴火警戒等級為一（平常），火口周邊沒有噴火徵兆。
公園內有鳩湯、中宮溫泉、岩間溫泉、新岩間溫泉等溫泉。
- 白山 - 最近一次的噴發是在1659年（萬治2年）。
- 經岳（日语：経ヶ岳 (福井県)） - 南東斜面可見火口壁。
- 大日岳（日语：大日ヶ岳）

### 瀑布

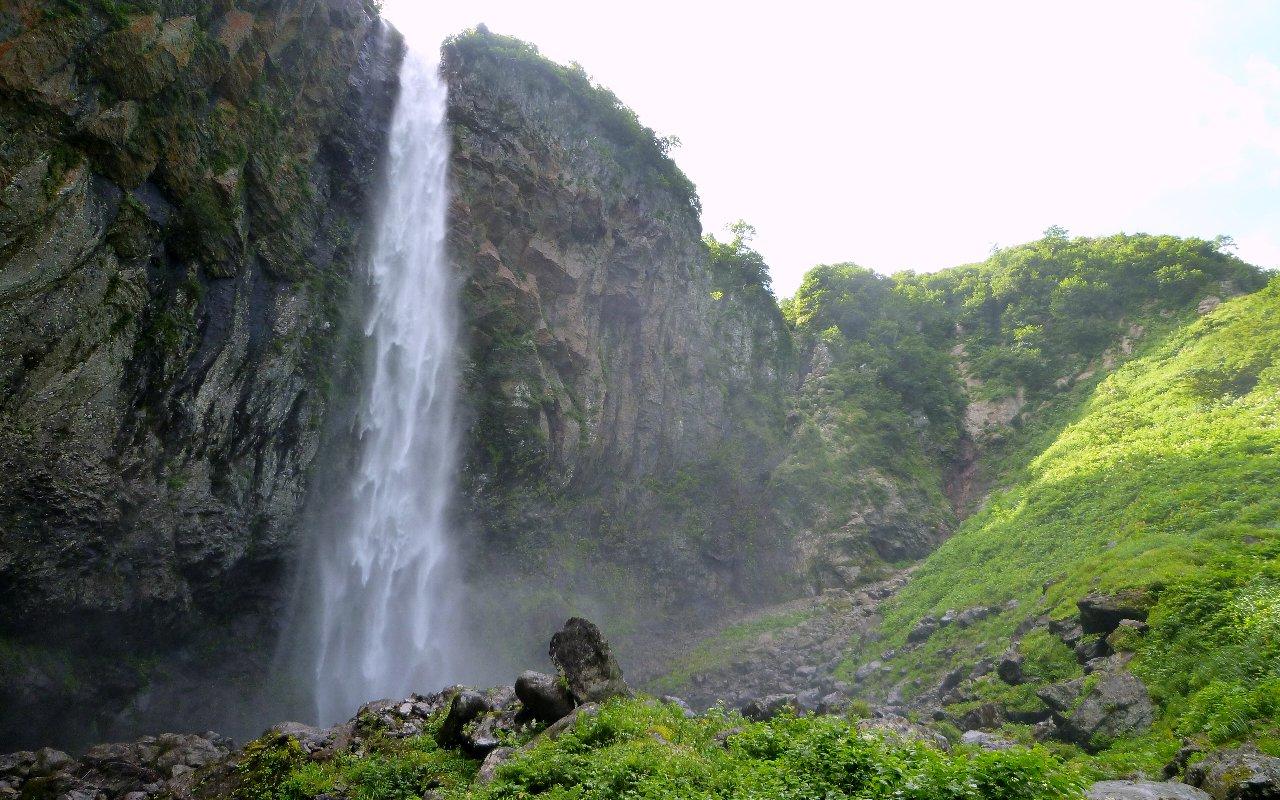
手取川水系尾添川上游的百四丈瀑布

- 姥瀑布（日语：姥ヶ滝） - 落差111 m、寬41 m。日本瀑布百選。
- 百四丈瀑布（日语：百四丈滝） - 落差90 m、寬10 m
- 白水瀑布（日语：白水滝） - 落差76 m、寬8 m
- 不動瀑布 - 柳谷源流的三段瀑布
- 瓢大瀑布（ふくべの大滝） - 落差86 m

## 環境保護活動
周邊正在實施去除車前草與駒草等外來植物的環境保全事業。登山道入口等地設有種子防除墊，並對入山者人數進行監控。
石川縣道33號白山公園線的市之瀨與別當出合之間的路段，在登山季的週末等時段實施My car規制。

## 相關設施
白山周邊設有以下設施。

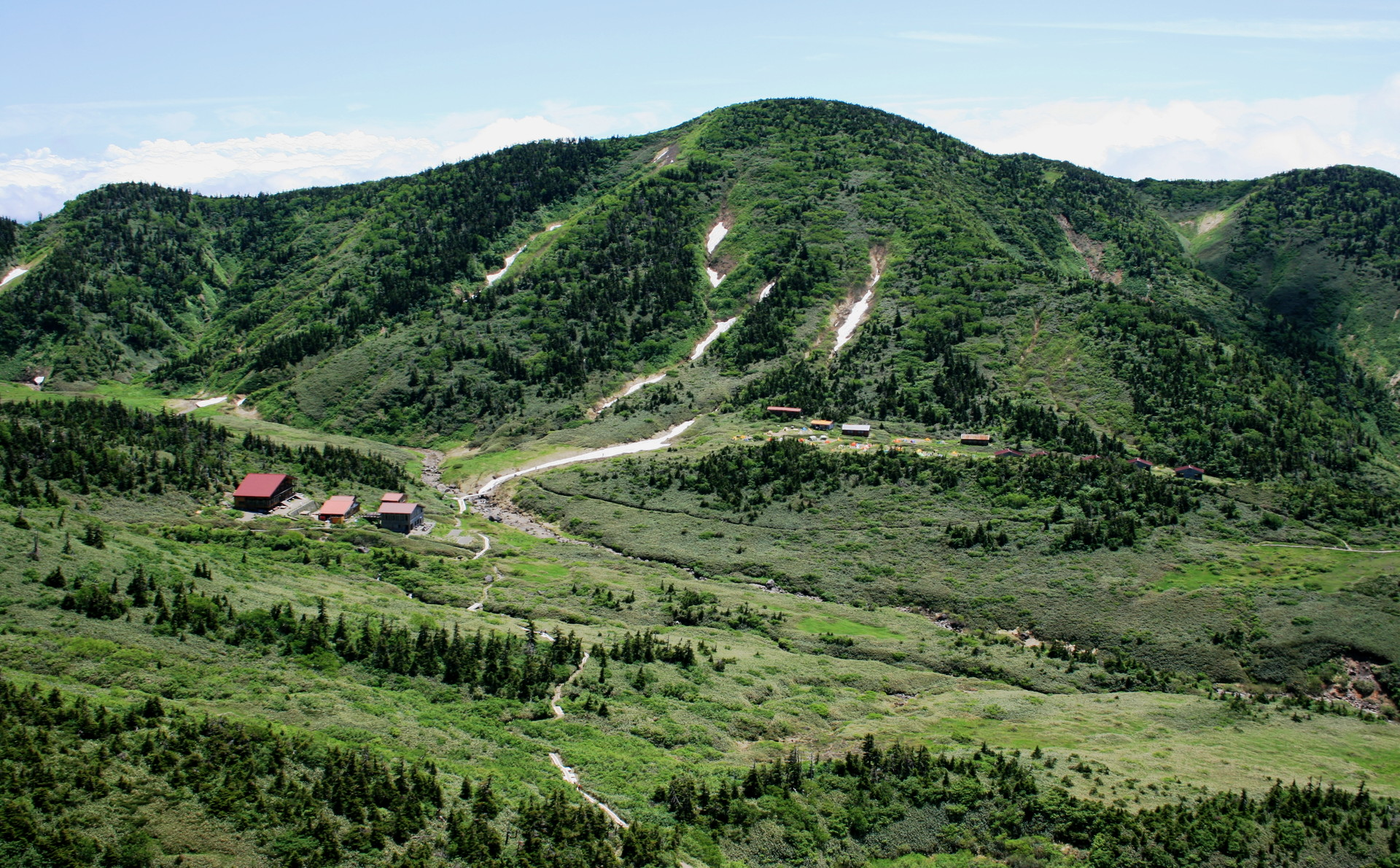
白山與別山 (兩白山地)之間的鞍部設有南龍山莊、南龍馬場野營場與南龍馬場遊客中心。國立公園內禁止在露營指定地以外露營。

- 白山國立公園中心 - 位於白山市白峰的白山國立公園展示設施。
- 山毛櫸尾山（ブナオ山）觀察舍 - 位於白山市尾添的日本髭羚等野生動物觀察設施。
- 室堂遊客中心 - 附設收容人數750人的山小屋。
- 南龍馬場遊客中心 - 白山與別山（日语：別山 (両白山地)）之間的鞍部，另有南龍山莊與南龍馬場野營場。

### 集團設施地區、遊客中心
| 地區名   | 面積    | 所在地       | 使用人數（人） |
| -------- | ------- | ------------ | -------------- |
| 中宮溫泉 | 160.1ha | 石川縣白山市 | 219,000        |
| 市之瀨   | 94.6ha  | 石川縣白山市 | 57,000         |

| 中心名                                     | 設置者       | 所在地                 | 使用人數（人） |
| ------------------------------------------ | ------------ | ---------------------- | -------------- |
| 市之瀨遊客中心                             | 環境省       | 石川縣白山市白峰ノ35-1 | 15,331         |
| 中宮展示館（白山國立公園中宮溫泉遊客中心） | 環境省       | 石川縣白山市中宮オ9    | 31,903         |
| 桂湖遊客中心                               | 上平觀光開發 | 富山縣南砺市桂         | 13,740         |

### 白山白川鄉白色公路
1977年（昭和52年）8月26日に開通的白山超級林道（2015年4月1日更名為「白山白川鄉白色公路」）是唯一橫貫園區的自動車專用道路。

## 地理

### 面積
- 面積 - 47,700ha （陸域部分）
  - 富山縣 - 2,742ha
  - 石川縣 - 25,735ha
  - 福井縣 - 5,206ha
  - 岐阜縣 - 14,017ha

### 相關市町村
- 富山縣 - 南砺市
- 石川縣 - 白山市
- 福井縣 - 大野市、勝山市
- 岐阜縣 - 郡上市、高山市、白川村

### 河川
- 犀川（日语：犀川 (石川県)）
- 尾添川（日语：尾添川）等手取川水系

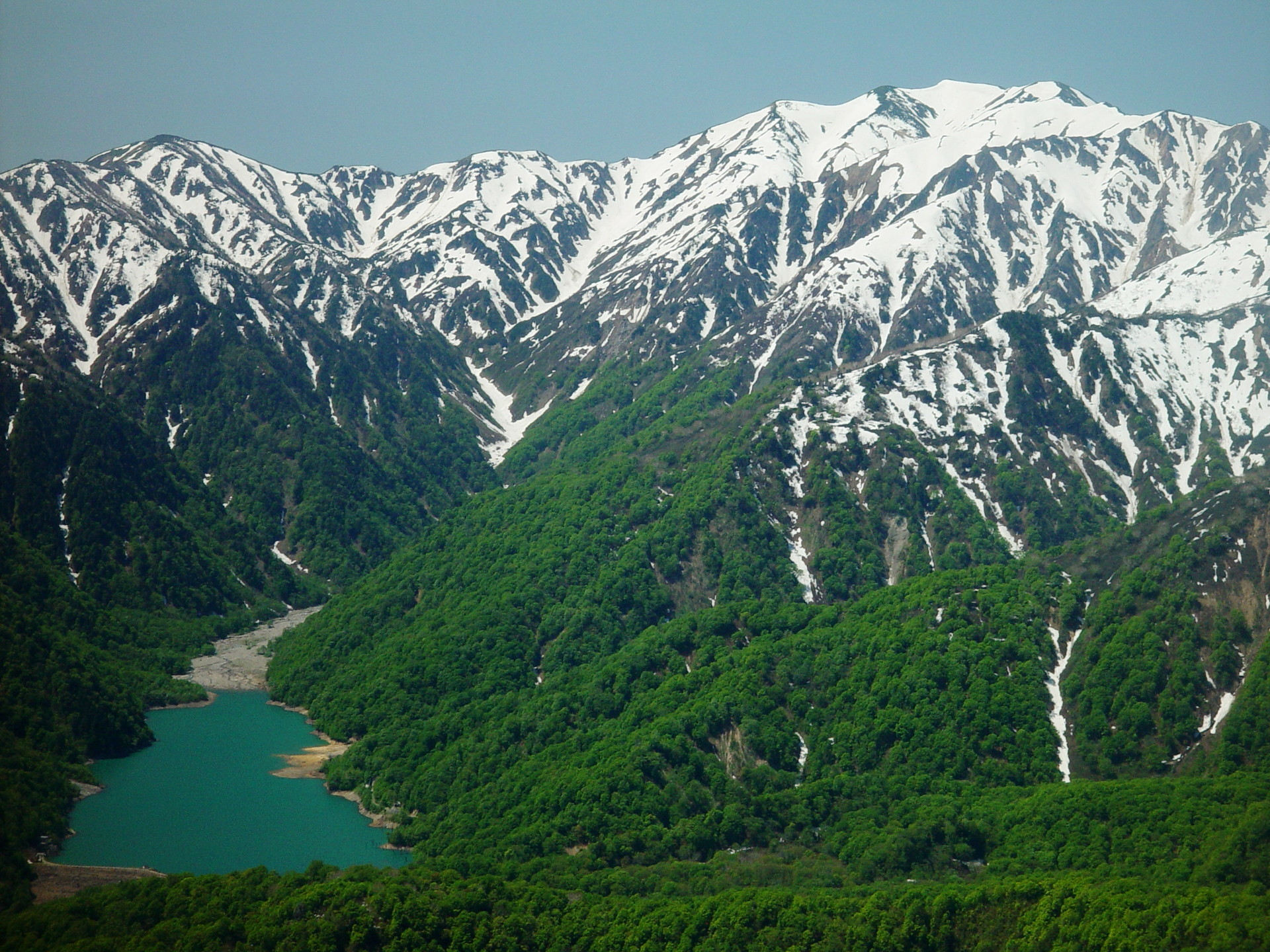
庄川水系大白川上游的大白川水壩與別山

- 庄川（日语：庄川） - 支流大白川上游有白水瀑布與白水湖（日语：大白川ダム）。
- 九頭龍川
- 長良川 - 發源自大日岳。

### 主要山岳

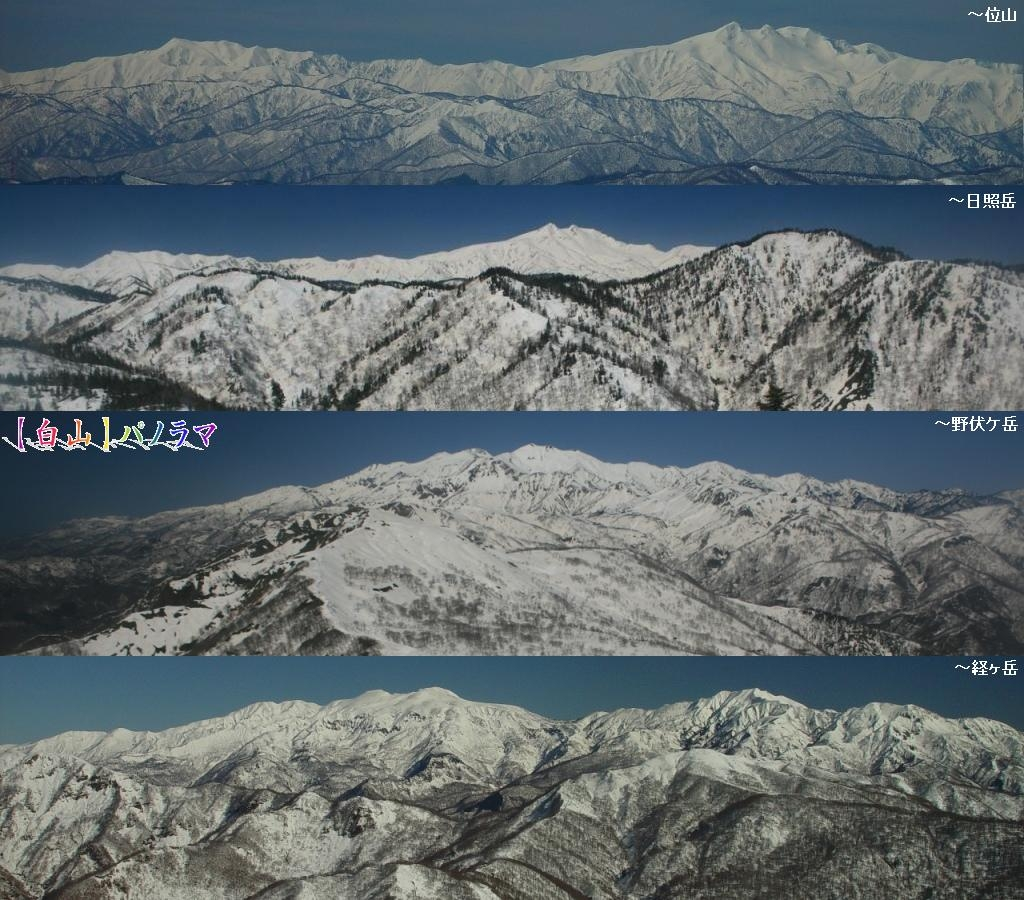
白山周邊山域
從位山眺望
從日照岳眺望
從野伏岳眺望
從經岳 (福井縣)眺望

兩白山地的白山是石川縣最高峰。
| 山容 | 山名            | 標高 （m） | 三角點等級 基準點名 | 白山為準的 方向與距離（km） | 備註                                   |
| ---- | --------------- | ---------- | ------------------- | --------------------------- | -------------------------------------- |
|      | 奈良岳          | 1,644.33   | 三等 「三方山」     | 北 20.8                     | 金澤市最高峰                           |
|      | 大笠山          | 1,821.84   | 一等 「大笠山」     | 北 18.4                     | 日本三百名山                           |
|      | 笈岳            | 1,841.35   | 三等 「笈岳」       | 北 16.0                     | 日本二百名山                           |
|      | 三方岩岳        | 1,736      |                     | 北北東 13.2                 | 日本三百名山                           |
|      | 三方崩山        | 2,058.82   | 二等 「三方崩岳」   | 東北東 8.4                  |                                        |
|      | 白山 （御前峰） | 2,702.17   | 一等 「白山」       | 0                           | 石川縣最高峰 兩白山地最高峰 日本百名山 |
|      | 白山釋迦岳      | 2,053.18   | 三等 「釋迦岳」     | 西 3.2                      |                                        |
|      | 別山            | 2,399.35   | 二等 「別山」       | 南 5.6                      |                                        |
|      | 三之峰          | 2,128      |                     | 南 7.5                      |                                        |
|      | 赤兔山          | 1,628.66   | 三等 「赤鬼山」     | 西南 13.8                   |                                        |
|      | 經岳            | 1,625.20   | 二等 「經岳」       | 西南 18.1                   | 日本三百名山                           |
|      | 大日岳          | 1,708.87   | 一等 「大日岳」     | 南南東 18.1                 | 日本二百名山                           |

## 關連項目
- 日本國立公園

## 外部連結
- （日語）白山國立公園 （页面存档备份，存于）